# Poço de Pedra (Vila Bela da Santíssima Trindade)
O Poço de Pedra, é um poço de pedra em Vila Bela da Santíssima Trindade, Mato Grosso. Foi construído em 1752 como parte do sistema de abastecimento de água potável instalado pelos portugueses. É revestido de blocos de pedra canga lavrada de face externa polida, com formato circular e estando apoiando por uma base estrutural de troncos de aroeira lavrados, que rodeiam o ponto de brotação da água. Possui cerca de 2,5 metros de diâmetro por 11 de profundidade, coexistindo com outro poço menor, aterrado a menos de 20 metros de distância, estando localizado a 150 metros do antigo Palácio dos Capitães Generais.
O poço está localizado nos fundos do terreno da residência de Lélis Carneiro Geraldo, com sua família utilizando há anos da água do poço para o sustento de uma horta de médio porte. É um patrimônio histórico da cidade.